# Faux-la-Montagne
Pour les articles homonymes, voir Faux.
Faux-la-Montagne est une commune française située dans le département de la Creuse en Limousin. Elle fait partie du parc naturel régional de Millevaches en Limousin.

## Géographie

### Localisation
La commune se situe dans le parc naturel régional de Millevaches en Limousin sur les contreforts du plateau de Millevaches et se prolonge sur sa partie Nord jusqu'à la presqu'île de Broussas qui borde le lac de Vassivière. Elle est limitrophe des départements de la Corrèze et de la Haute-Vienne.

### Communes limitrophes
| Beaumont-du-Lac (Haute-Vienne)                           | Royère-de-Vassivière | Gentioux-Pigerolles   |
| Nedde (Haute-Vienne), La Villedieu, Nedde (Haute-Vienne) | Faux-la-Montagne     |                       |
| Rempnat (Haute-Vienne)                                   | Tarnac (Corrèze)     | Peyrelevade (Corrèze) |

### Relief
La commune est située dans le Massif Central. La mairie est à 721 m d'altitude.

### Hydrographie
Le territoire est bordé au Sud-Ouest par la Vienne, sur 2,2 kilomètres, marquant la limite avec le département de la Haute-Vienne. Il s'agit d'ailleurs de la seule fois que la rivière arrose le territoire creusois. La commune est baignée par un de ses affluents, la Feuillade (ou le Dorat), qui y prend sa source et qui forme au barrage du Dorat une retenue de 45 hectares appelée « lac de Faux ».

## Urbanisme

### Typologie
Au 1er janvier 2024, Faux-la-Montagne est catégorisée commune rurale à habitat très dispersé, selon la nouvelle grille communale de densité à 7 niveaux définie par l'Insee en 2022.
Elle est située hors unité urbaine et hors attraction des villes,.
La commune, bordée par un plan d’eau intérieur d’une superficie supérieure à 1 000 hectares, le lac de Vassivière, est également une commune littorale au sens de la loi du 3 janvier 1986, dite loi littoral. Des dispositions spécifiques d’urbanisme s’y appliquent dès lors afin de préserver les espaces naturels, les sites, les paysages et l’équilibre écologique du littoral, tel le principe d'inconstructibilité, en dehors des espaces urbanisés, sur la bande littorale des 100 mètres, ou plus si le plan local d’urbanisme le prévoit.

### Occupation des sols
L'occupation des sols de la commune, telle qu'elle ressort de la base de données européenne d’occupation biophysique des sols Corine Land Cover (CLC), est marquée par l'importance des forêts et milieux semi-naturels (69,4 % en 2018), en diminution par rapport à 1990 (70,6 %). La répartition détaillée en 2018 est la suivante :
forêts (54,7 %), milieux à végétation arbustive et/ou herbacée (14,7 %), zones agricoles hétérogènes (12,7 %), prairies (11,4 %), terres arables (4,6 %), eaux continentales (1,6 %), espaces verts artificialisés, non agricoles (0,3 %). L'évolution de l’occupation des sols de la commune et de ses infrastructures peut être observée sur les différentes représentations cartographiques du territoire : la carte de Cassini (XVIIIe siècle), la carte d'état-major (1820-1866) et les cartes ou photos aériennes de l'IGN pour la période actuelle (1950 à aujourd'hui).

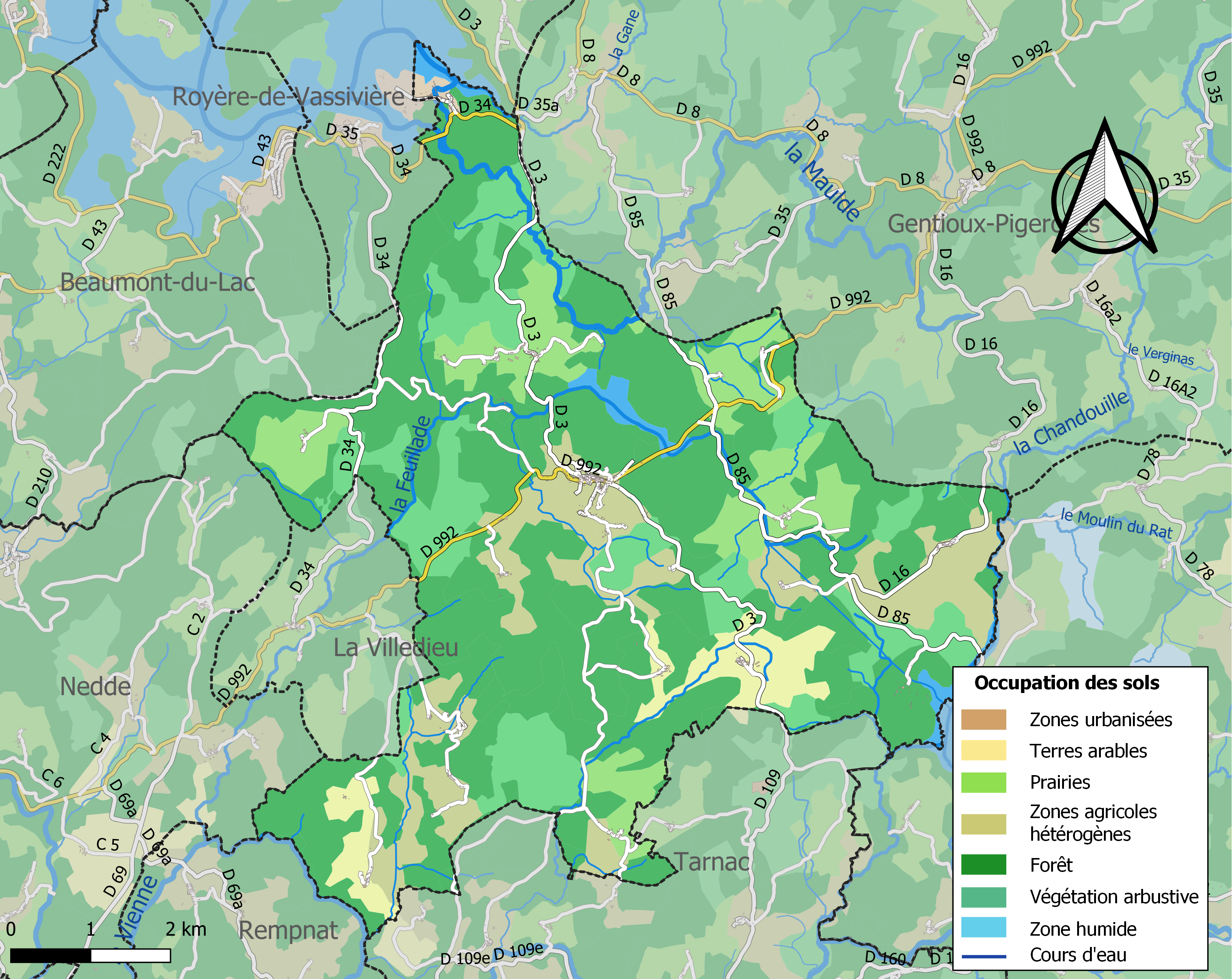
Carte des infrastructures et de l'occupation des sols de la commune en 2018 (CLC).

### Écoquartier
Un projet d'écoquartier est en cours sur deux hectares. Il comprendra des maisons en auto-construction, deux logements sociaux, un verger, un potager, un compostage, un stationnement collectif, un four à pain, une halle. Le projet est lauréat de l'appel à projet écoquartier (palmarès projets ruraux) du ministère chargé du développement durable. Le projet de quartier apparaît en 2014 dans le documentaire de Dominique Marchais consacré au bassin versant de la Loire, La Ligne de partage des eaux.

### Climat
Pour des articles plus généraux, voir Climat de la Nouvelle-Aquitaine et Climat de la Creuse.
Historiquement, la commune est exposée à un climat montagnard.
En 2020, Météo-France publie une typologie des climats de la France métropolitaine dans laquelle la commune est exposée à un climat de montagne et est dans la région climatique Ouest et nord-ouest du Massif Central, caractérisée par une pluviométrie annuelle de 900 à 1 500 mm, maximale en automne et en hiver.
Pour la période 1971-2000, la température annuelle moyenne est de 9,1 °C, avec une amplitude thermique annuelle de 14,6 °C. Le cumul annuel moyen de précipitations est de 1 483 mm, avec 14,6 jours de précipitations en janvier et 9,1 jours en juillet. Pour la période 1991-2020, la température moyenne annuelle observée sur la station météorologique la plus proche, située sur la commune de Felletin à 23,62 km à vol d'oiseau, est de 10,4 °C et le cumul annuel moyen de précipitations est de 969,0 mm,. Pour l'avenir, les paramètres climatiques de la commune estimés pour 2050 selon différents scénarios d’émission de gaz à effet de serre sont consultables sur un site dédié publié par Météo-France en novembre 2022.

### Risques majeurs
Le territoire de la commune de Faux-la-Montagne est vulnérable à différents aléas naturels : météorologiques (tempête, orage, neige, grand froid, canicule ou sécheresse) et séisme (sismicité très faible). Il est également exposé à un risque technologique, la rupture d'un barrage, et à un risque particulier : le risque de radon. Un site publié par le BRGM permet d'évaluer simplement et rapidement les risques d'un bien localisé soit par son adresse soit par le numéro de sa parcelle.

#### Risques naturels

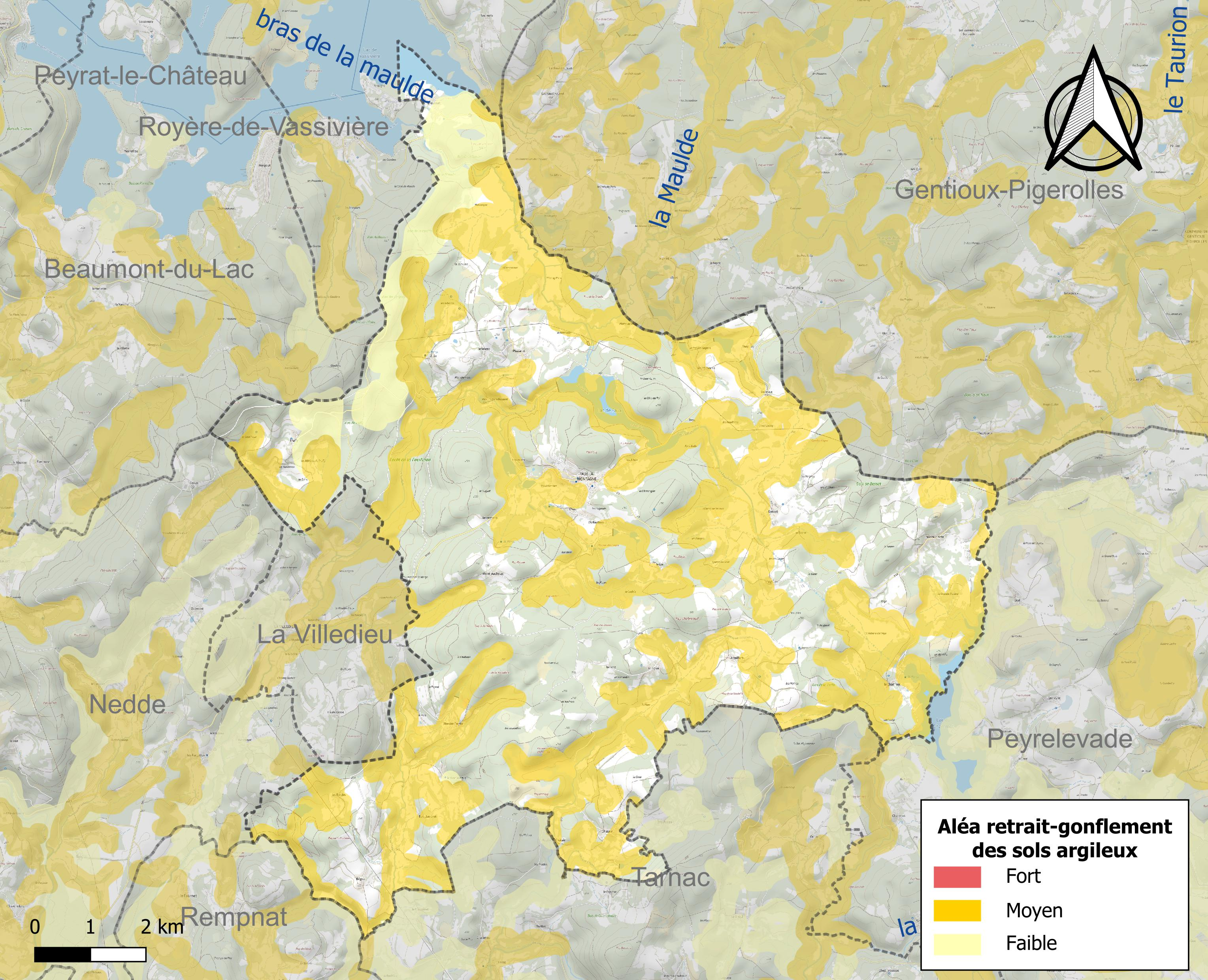
Carte des zones d'aléa retrait-gonflement des sols argileux de Faux-la-Montagne.

Le retrait-gonflement des sols argileux est susceptible d'engendrer des dommages importants aux bâtiments en cas d’alternance de périodes de sécheresse et de pluie. 45,7 % de la superficie communale est en aléa moyen ou fort (33,6 % au niveau départemental et 48,5 % au niveau national). Sur les 397 bâtiments dénombrés sur la commune en 2019, 81 sont en aléa moyen ou fort, soit 20 %, à comparer aux 25 % au niveau départemental et 54 % au niveau national. Une cartographie de l'exposition du territoire national au retrait gonflement des sols argileux est disponible sur le site du BRGM,.
Par ailleurs, afin de mieux appréhender le risque d’affaissement de terrain, l'inventaire national des cavités souterraines permet de localiser celles situées sur la commune.
La commune a été reconnue en état de catastrophe naturelle au titre des dommages causés par les inondations et coulées de boue survenues en 1982 et 1999. Concernant les mouvements de terrains, la commune a été reconnue en état de catastrophe naturelle au titre des dommages causés par des mouvements de terrain en 1999.

#### Risques technologiques
La commune est en outre située en aval du barrage de Confolent, un ouvrage sur la Creuse de classe A soumis à PPI, disposant d'une retenue de 4,7 millions de mètres cubes. À ce titre elle est susceptible d’être touchée par l’onde de submersion consécutive à la rupture de cet ouvrage.

#### Risque particulier
Dans plusieurs parties du territoire national, le radon, accumulé dans certains logements ou autres locaux, peut constituer une source significative d’exposition de la population aux rayonnements ionisants. Certaines communes du département sont concernées par le risque radon à un niveau plus ou moins élevé. Selon la classification de 2018, la commune de Faux-la-Montagne est classée en zone 3, à savoir zone à potentiel radon significatif.

#### Transports en commun
- Réseau TransCreuse

## Toponymie
D'après les formes anciennes : Faux entre 1090 et 1096, de Fago en 1511, la commune tire son nom latin du hêtre : Fagus. Ce nom donnera Faux en français et Faus en dialecte limousin.

## Histoire
Au hameau de Chatain en 1994, la pose d'un drain a mis au jour les vestiges des thermes d'une villa romaine fouillée entre 2016 et 2020,.
La Feuillade, grande forêt et château de la maison d'Aubusson, donna son nom au duché de La Feuillade dont cette illustre famille féodale fut titulaire.

## Politique et administration

### Région
La Nouvelle-Aquitaine est depuis 2016 la plus vaste des 18 régions françaises. Son conseil est présidé par le socialiste Alain Rousset depuis 2016.

### Département
Le département de la Creuse a été créé à la Révolution française, le 4 mars 1790 en application de la loi du 22 décembre 1789, essentiellement à partir de l'ancienne province de la Marche. Ses habitants sont appelés les Creusois. Le conseil départemental de la Creuse est présidé depuis 2015 par la Valérie Simonet, membre du parti de droite Les Républicains.
Les conseillers départementaux, 2 par canton (binôme : une femme, un homme), sont élus dans le cadre des cantons pour une durée 6 ans. Dans la Creuse, il y a 15 cantons et donc 30 conseillers départementaux.

### Circonscription
Avant la redécoupage des circonscriptions législatives françaises de 2010, Faux-la Montagne appartenait à la Deuxième circonscription de la Creuse, qui regroupait l'Est du département. Depuis les élections de 2012, la Creuse est une circonscription monodépartementale. Son député est depuis 2017 l'éleveur Jean-Baptiste Moreau, membre de La République en marche.

### Canton
Faux-la-Montagne a appartenu au canton de Gentioux-Pigerolles jusqu'à la suppression de celui-ci lors du redécoupage de 2014. La commune appartient depuis 2015 au canton de Felletin, dont les deux élus sont les socialistes Agnès Guillemot et Jean-Luc Léger.

### Commune
Lors des élections municipales de mars 2008 sur 315 inscrits il y a eu lors du deuxième tour 266 votants soit 84,44 % (87,94 % au premier tour).
| Période                                  | Période   | Identité         | Étiquette                    | Qualité     |
| ---------------------------------------- | --------- | ---------------- | ---------------------------- | ----------- |
|                                          |           |                  |                              |             |
| 1977                                     | mars 2008 | François Chatoux | PS                           | Agriculteur |
| mars 2008                                | En cours  | Catherine Moulin | DVG (sensibilité écologiste) | Ouvrière    |
| Les données manquantes sont à compléter. |           |                  |                              |             |

## Population et société

### Démographie
L'évolution du nombre d'habitants est connue à travers les recensements de la population effectués dans la commune depuis 1793. Pour les communes de moins de 10 000 habitants, une enquête de recensement portant sur toute la population est réalisée tous les cinq ans, les populations de référence des années intermédiaires étant quant à elles estimées par interpolation ou extrapolation. Pour la commune, le premier recensement exhaustif entrant dans le cadre du nouveau dispositif a été réalisé en 2006.

En 2022, la commune comptait 448 habitants, en évolution de +8,47 % par rapport à 2016 (Creuse : −3,32 %, France hors Mayotte : +2,11 %).
| 1793  | 1800 | 1806  | 1821  | 1831  | 1836  | 1841  | 1846  | 1851  |
| ----- | ---- | ----- | ----- | ----- | ----- | ----- | ----- | ----- |
| 1 278 | 954  | 1 072 | 1 082 | 1 366 | 1 637 | 1 771 | 1 869 | 1 888 |

| 1856  | 1861  | 1866  | 1872  | 1876  | 1881  | 1886  | 1891  | 1896  |
| ----- | ----- | ----- | ----- | ----- | ----- | ----- | ----- | ----- |
| 1 917 | 1 838 | 1 872 | 1 945 | 1 920 | 1 997 | 1 924 | 1 847 | 1 835 |

| 1901  | 1906  | 1911  | 1921  | 1926  | 1931  | 1936 | 1946 | 1954 |
| ----- | ----- | ----- | ----- | ----- | ----- | ---- | ---- | ---- |
| 1 951 | 1 856 | 1 801 | 1 253 | 1 162 | 1 038 | 996  | 896  | 829  |

| 1962 | 1968 | 1975 | 1982 | 1990 | 1999 | 2006 | 2011 | 2016 |
| ---- | ---- | ---- | ---- | ---- | ---- | ---- | ---- | ---- |
| 695  | 565  | 417  | 396  | 391  | 394  | 364  | 359  | 413  |

| 2021 | 2022 | - | - | - | - | - | - | - |
| ---- | ---- | - | - | - | - | - | - | - |
| 447  | 448  | - | - | - | - | - | - | - |

La commune a subi un siècle de déprise démographique ; elle comptait près de 2 000 habitants au début du XXe siècle pour 366 aujourd'hui.
Population estimée vers 1700 (règne de Louis XIV) d'après les registres paroissiaux : entre 950 et 1 050 hab.
Entre le maximum et aujourd'hui, la population a été divisée par 5,5, soit un facteur supérieur à la moyenne de l'ensemble du Plateau (3), mais comparable aux communes environnantes

### Médias
- Télé Millevaches est basée à Faux-La-Montagne.
- IPNS, journal associatif d'informations et de débats du plateau de Millevaches, a son siège à Faux-la-Montagne.

### Manifestations culturelles et festivités
- Folie! les mots…, festival culturel la troisième semaine de juillet.
- La commune accueille régulièrement le festival puis les événements des Rencontres musicales de Nedde.

## Économie

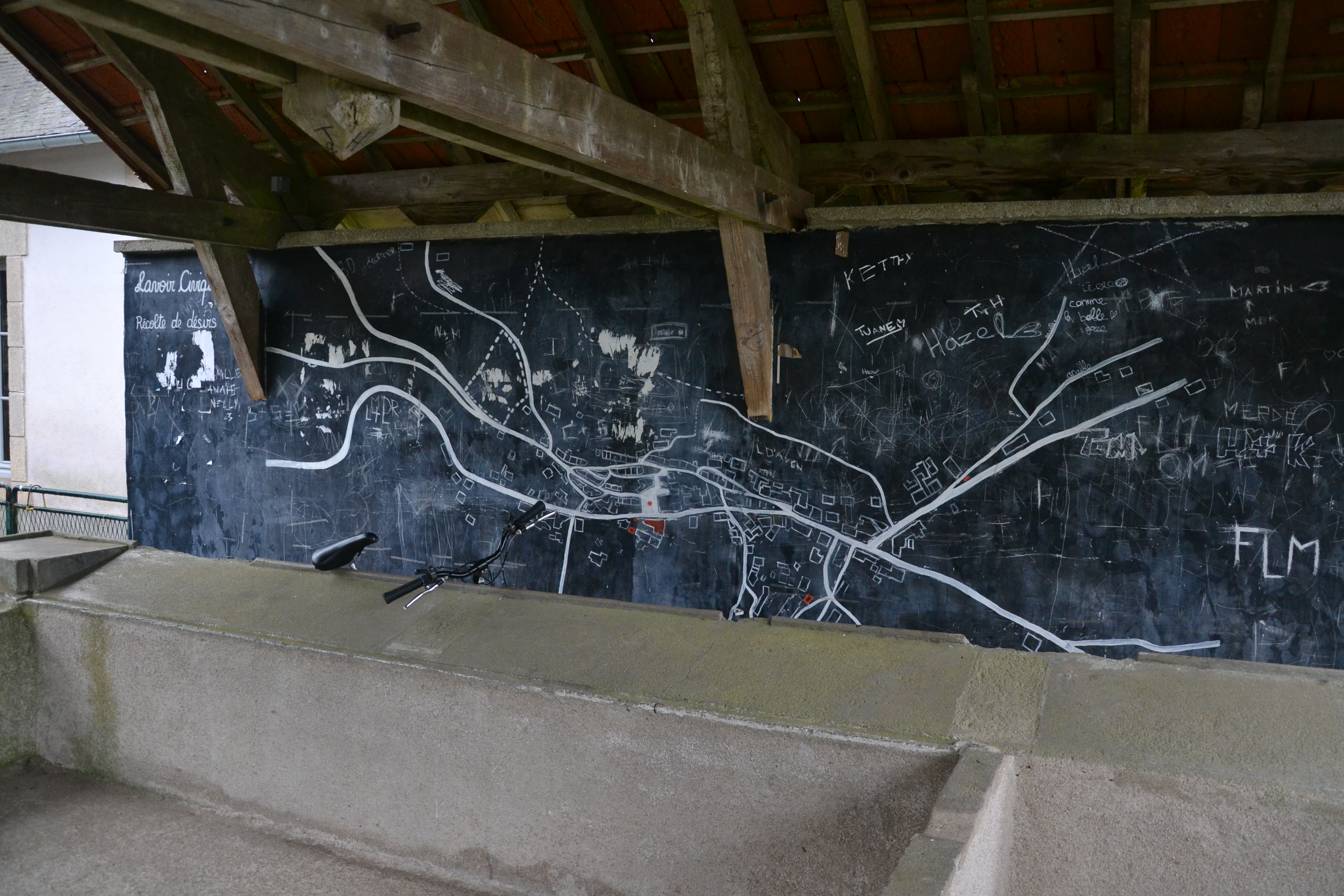
Le « lavoir civique » de Faux.

- Ambiance Bois[38], une scierie autogérée, est installée à Faux-la-Montagne depuis 1988.
- La Navette est une agence de rédaction spécialisée dans l'économie sociale et solidaire basée à Faux-La-Montagne. L'agence emploie 8 salariés[39].

## Culture locale et patrimoine

### Lieux et monuments

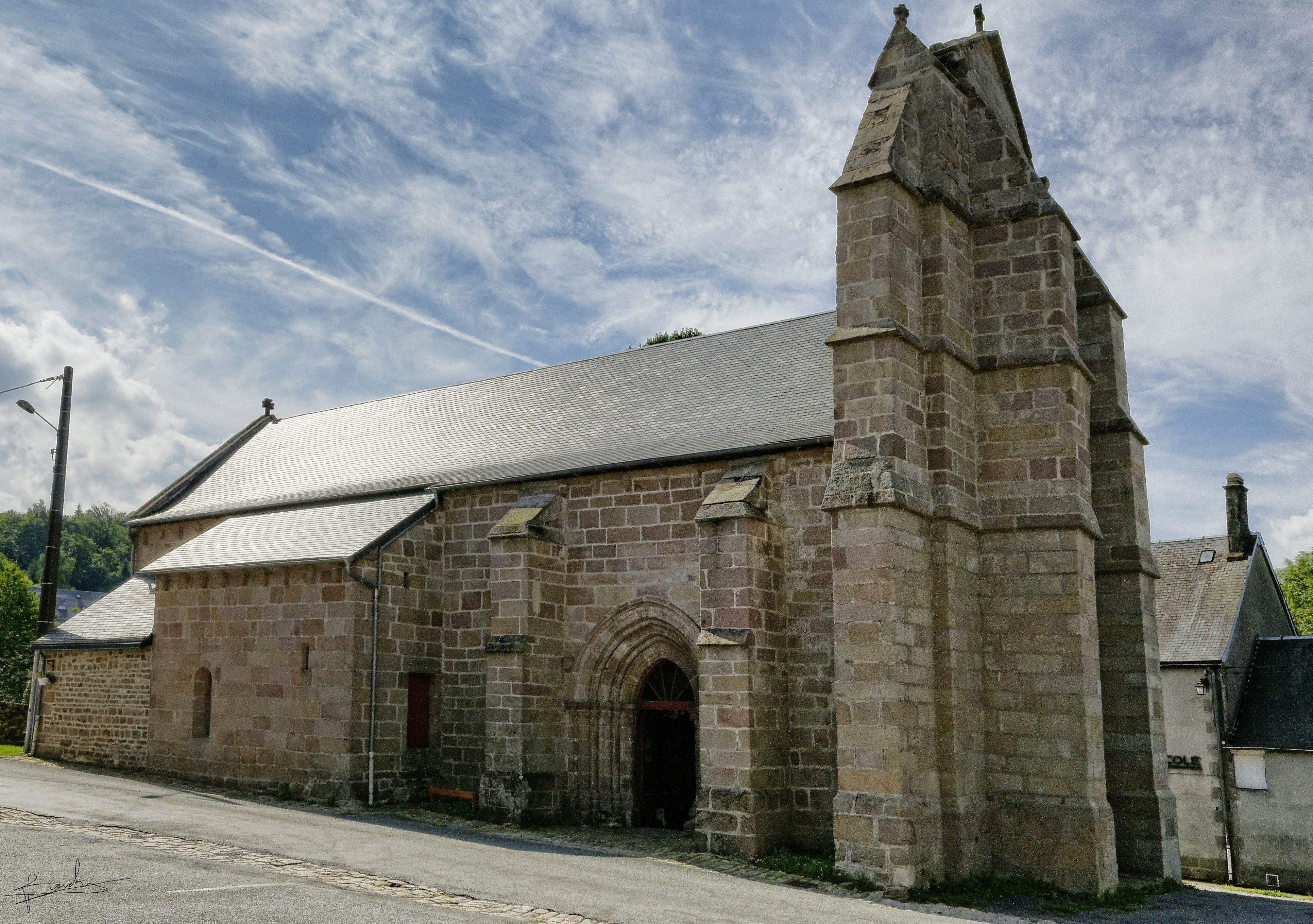
Église Saint-Étienne de Faux-la-Montagne

L'église Saint-Étienne est d'une nef avec deux chapelles sur les côtés qui ont été ajoutées ultérieurement. Elle a été construite dès le XIIIe siècle. L'édifice a été inscrit au titre des monuments historiques en 1963.
- Le lac du Chammet, retenue artificielle au sud-est de la commune.
- Le site naturel des rochers de Clamouzat, affleurement granitique.

### Distinction culturelle
Faux-la-Montagne fait partie des communes ayant reçu l’étoile verte espérantiste, distinction remise aux maires de communes recensant des locuteurs de la langue construite espéranto.

### Personnalités liées à la commune
- Laetitia Carton (née en 1974), réalisatrice, réside à Faux[41].
- François Dedenis (né le 13 avril 1866 au village de Chatain, hameau de Faux-la-Montagne), fondateur de la première manufacture industrielle française d'accordéons à Brive, Corrèze, en 1887.
- Gaston Fanton : le 7 mai 1956, un camion de l'armée rempli de réservistes rappelés pour la guerre d'Algérie, se rend à la Courtine, centre de regroupement avant le départ pour l'Algérie. Il est alors bloqué à La Villedieu par les habitants qui soutiennent les soldats réfractaires. Trois personnes seront condamnées pour l'exemple : René Romanet, maire de La Villedieu, Gaston Fanton, instituteur de Faux-la-Montagne, Antoine Meunier, vétéran invalide de la Seconde Guerre mondiale.